# Paul Schäfer
Paul Schäfer Schneider, född 4 december 1921 i Troisdorf, Nordrhein-Westfalen, död 24 april 2010 i Santiago, var en tysk-chilensk sektledare. Schäfer tjänstgjorde som armésjukvårdare under andra världskriget och invandrade 1961 till Chile. Där grundade han sektsamhället och jordbrukskollektivet Colonia Dignidad, beläget 340 km söder om Santiago och bestående av tyska invandrare. Colonia Dignidad karaktäriserades av hård disciplin, tortyr, mobbning samtidigt som Schäfer gjorde sig skyldig till systematiska sexuella övergrepp på chilenska barn. Anläggningen och gruppen fungerade som ett DINA-center för tortyr och massmord på politiska fångar under Pinochets regim. Då hans verksamhet började utredas i Chile, flydde han 1997 till Argentina. 2005 arresterades han där och utlämnades till Chile, och dömdes 2006 till 33 års fängelse för sexuella övergrepp på 25 barn. Han avtjänade fängelsestraffet vid sin död 2010.